# Fédération du Mozambique de football
La Fédération du Mozambique de football (Federação Moçambicana de Futebol (pt) FMF) est une association regroupant les clubs de football du Mozambique et organisant les compétitions nationales et les matchs internationaux de la sélection du Mozambique.
La fédération nationale du Mozambique est fondée en 1976, date où un certain Mário Coluna en devient le 1er président. Elle est affiliée à la FIFA depuis 1980 et est membre de la CAF depuis 1978.